# كلير مازارد
كلير مازارد (بالفرنسية: Claire Mazard)‏ كاتبة فرنسية ولد 6 نوفمبر 1957 في مونبلييه. متخصصة في أدب الأطفال منذ عام 2007، وموضوعها المفضل هو حقوق الطفل.

## حياتها
كلير مؤلفة توجه كتاباتها للشباب. ولدت 6 نوفمبر 1957 في مونبلييه. وهي تعيش في باريس منذ سن العشرين. وقالت أنها تكتب لمدة عشرين عاما. وقد نشرت بعض القصص أربعين للأطفال والشباب. ونشرت سيروس، كاسترمان، ناثان، بايارد، لو دار النشر سوي، فلاماريون. تعالج في كثير من كتبها قضية حقوق الطفل مثل زنا المحارم والاعتداء على سبيل المثال. و قالت أنها كتبت أيضاً قصص بوليسية ومغامرات.

## أعمالها
- أنا السماء الزرقاء في عينيك (1990) - ريسو 2014 أوسكار الشباب.
- عملية مرسلين (1994) ريسو في عام 2013 أوسكار الشباب.
- الربيع الفيتنامية صغير (1994)
- مكرر (1998)
- قاتل عمدا (1998) ريسو كما والجهنمية بييرو (2012) أوسكار الشباب
- شارع نسر (2000)
- الكتاب الأحمر (2000)
- أمي قوارب صغيرة (2000)
- L.O.L.A (2000)
- معكرون الليمون (2001)
- طيور النورس رأس كامل (2001)
- المفقودين (2002)
- ZELANDIA (2003)
- ليتل ميس هيلين (2004)
- وتراجع (2004)
- كلير مع لكم، وأتمنى حياة (مكتوبة مع هيلين القمر، 2004)
- كنا نظن من أجل الحياة (2004)
- تنبيه إلى حديقة الحيوان (2004)
- شربات الشمس (2006)
- مصارعين الحديث (2006)
- محكمة أشجار السنط (2006)
- العمارة (2007)
- الجزيرة من الرسامين (2007)
- رعاة البقر في النجوم (2008)
- ثلاثة أيام قصيرة جدا! (2008)
- رحل زيدان! (2009)
- الفراشات السوداء (2010)
- على كل جانب من القمم (2009)
- وفاة الجوز (2010)
- القفز من الملاك (2010)
- في الليلة الحادية عشرة (2010)
- الصحابة القمر الأحمر (2011)
- في شأن من 15A (2012)
- المكابي تحت الحجارة تمهيد (2012)
- قتل (2012)
- السيد ايفل النصر (2012)
- بوريس فيان (2013)
- ماس الطاووس الأزرق (2013)
- أصدقاء للحياة (2013)
- القرفصاء 200 (2014)
- فتاة صغيرة (2014)
- سلاح في الرأس (2014)